# Ermida de Nossa Senhora da Guia (Lagoa)
A Ermida de Nossa Senhora da Guia é um ermida açoriana localizada no concelho de Lagoa, na ilha de São Miguel.
Foi edificada no sitio da Bandeira, acima do Rosário da Lagoa, no ano de 1694, pelo Padre Salvador de Sousa, Vigário da Matriz de Santa Cruz, da mesma vila. Numa escritura de 26 de Junho daquele ano, dizia o referido sacerdote que a estava construindo com licença do Cabido e que a dotava com dinheiro de foro, imposto em três alqueires de vinha e biscoito, sitos no Boqueirão.
A licença do Cabido para a fundação da ermida fora dada em 9 de Maio de 1693 e para levantar o altar no dia 15 seguinte. A licença para ser benta pelo pároco do Rosário só foi dada em 17 de Novembro de 1710,  pelo bispo de Angra do Heroísmo, D. António Vieira Leite.
No entanto, a bênção só foi dada pelo Padre Manuel de Sousa Benevides em 19 de Junho de 1711, sendo a primeira missa celebrada pelo seu proprietário, o referido Padre Salvador de Sousa. Visitada por vários licenciados e pelo bispo D. Frei José de Ave Maria Leite da Costa e Silva, em 26 de Maio de 1789, esta ermida tem estado na posse de vários donos, sendo um dos mais recentes o Dr. Alberto Paula de Oliveira que a restaurou e enriqueceu, constituindo hoje um dos mais interessantes templos de São Miguel, sobretudo pelos motivos arquitectónicos da sua fachada.
Esta ermida é de muita devoção por parte do povo da Lagoa, sendo muito visitada no dia 19 de Março de cada ano, dia de São José, cuja imagem nela se venera.